# Федеральный окружной суд Южного округа Нью-Йорка
Федеральный окружной суд Южного округа Нью-Йорка (англ. United States District Court for the Southern District of New York, S.D.N.Y.) — федеральный окружной суд США, рассматривающий по первой инстанции дела в южном судебном округе штата Нью-Йорк.
Будучи в числе первых созданных федеральных судов, Федеральный окружной суд Южного округа Нью-Йорка считается одним из старейших и самых значимых окружных судов страны. Крупнейший по численности судей федеральный окружной суд (наряду с Федеральным окружным судом Центрального округа Калифорнии в Лос-Анджелесе).

## Территориальная юрисдикция
Территориальная юрисдикция суда распространяется на боро Нью-Йорка Манхэттен, Бронкс, округа штата Нью-Йорк Уэстчестер, Патнам, Рокленд, Ориндж, Датчесс и Салливан.

## Известные процессы
- Дела, связанные с крушением парохода «Титаник».
- Дело по обвинению в шпионаже Юлиуса и Этель Розенбергов[3].
- Bridgeman Art Library против Corel[4].
- Дело по факту попытки теракта на Таймс-сквер[5].
- Дело по обвинению Майкла Коэна в рамках расследования спецпрокурора Роберта Мюллера[6].